# Biserica franciscană din Turda
Biserica Romano-Catolică Franciscană (în maghiară Ferences kolostor) din Turda, str. Avram Iancu nr.49, a fost construită între anii 1735-1737 de călugări observanți franciscani , în cadrul contrareformei catolice. 

## Generalități
Hramul bisericii: "Sf. Rege Ladislau" (în maghiară Szent László király).
Lângă biserică se află o veche mănăstire romano-catolică (în prezent nefuncțională), construită între anii 1540-1550.

## Istoric
După integrarea Principatului Transilvaniei în Imperiul Habsburgic prin Pacea de la Karlowitz (1699), politica imperială a Curții de la Viena a avut în vedere facilitarea întoarcerii ordinelor romano-catolice alungate din orașele transilvane care au trecut la Reforma Protestantă. Prin aceasta autoritățile imperiale au urmărit întărirea confesiunii catolice, care să asigure liantul între diferitele țări ale Casei de Habsburg.
Stabilirea călugărilor franciscani la Turda a fost sprijinită de credincioșii romano-catolici din cartierul Turda Nouă. În 1735 aceștia cumpără de la soții József Gergelyffy și Zsuzsanna Kovács  moșia Gyárfás de pe Calea Clujului, pe care construiesc biserica Sf. Ladislau. În urma acestui demers  franciscanii s-au stabilit în această parte a orașului. În 1951 călugării au fost deportați în lagăre de muncă silnică din România. Ultimul membru al conventului franciscan din Turda, părintele Izidor, a avut grijă de clădire până la moartea sa survenită în 1994.
În fața bisericii se află un crucifix din anul 1895. Pe soclul crucifixului este inscripționat "Facta est 1895" („Făcut în anul 1895”).

## Galerie de imagini

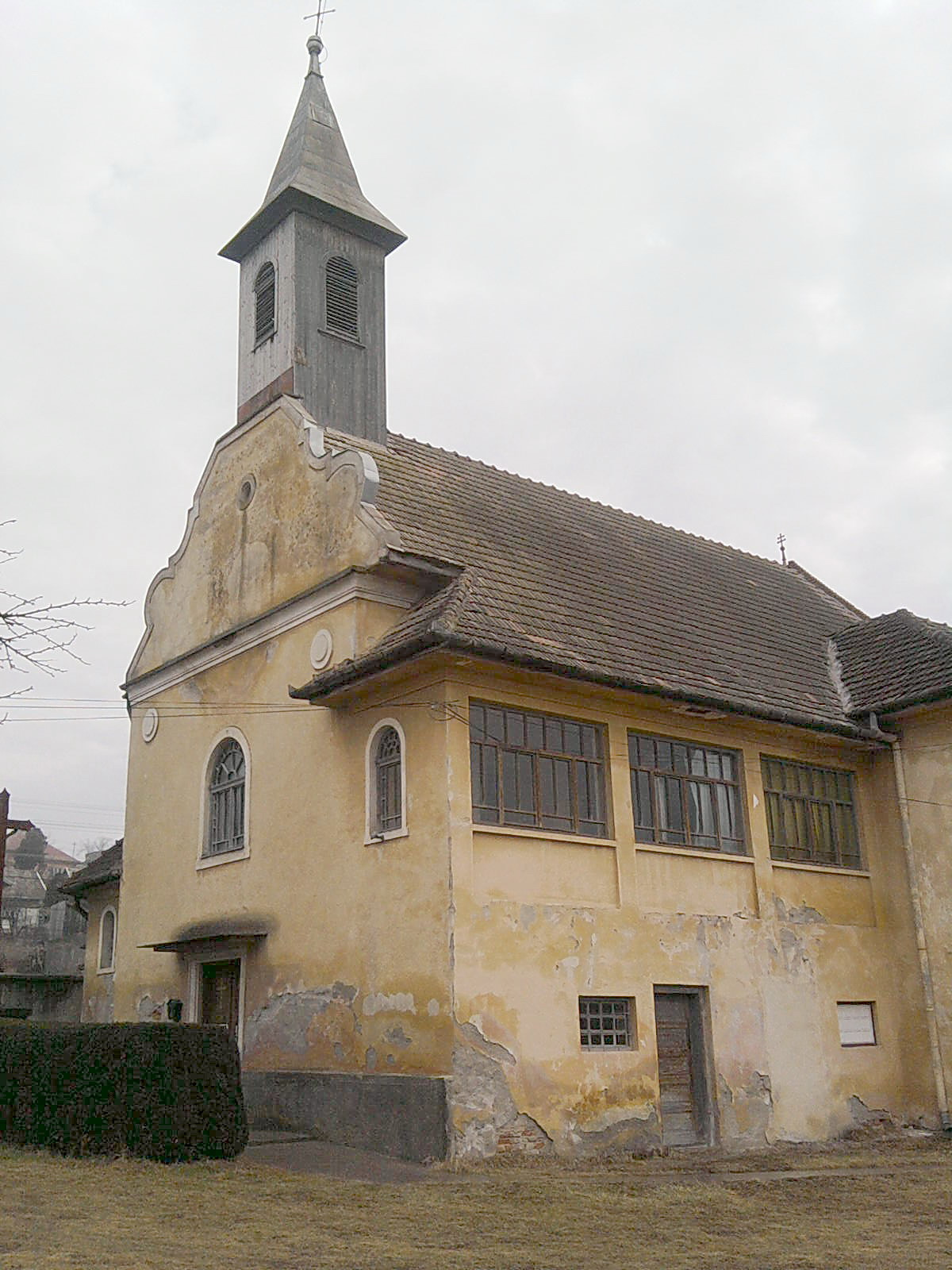
Biserica Franciscană (1735-1737)
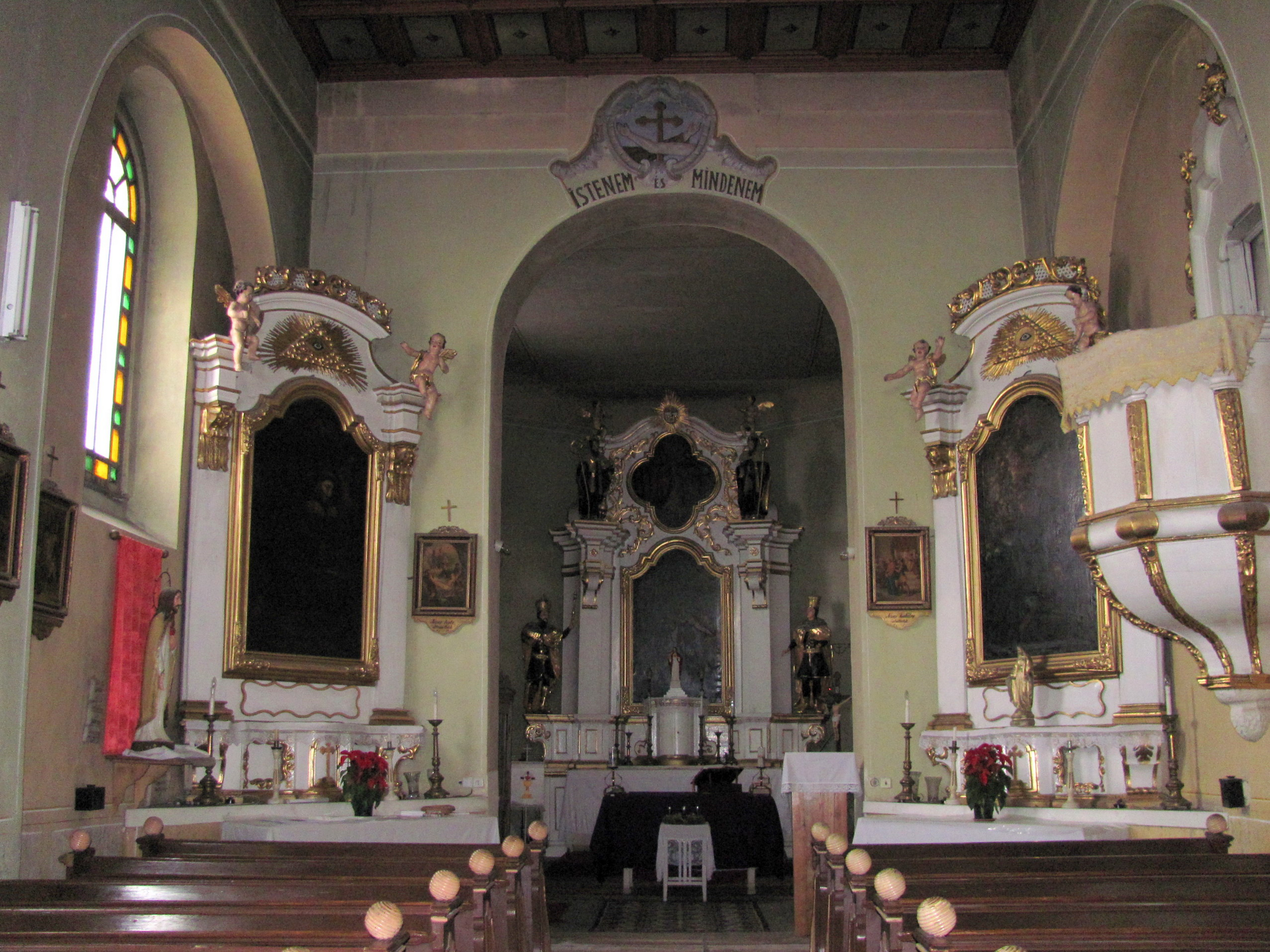
Biserica Franciscană (interior)
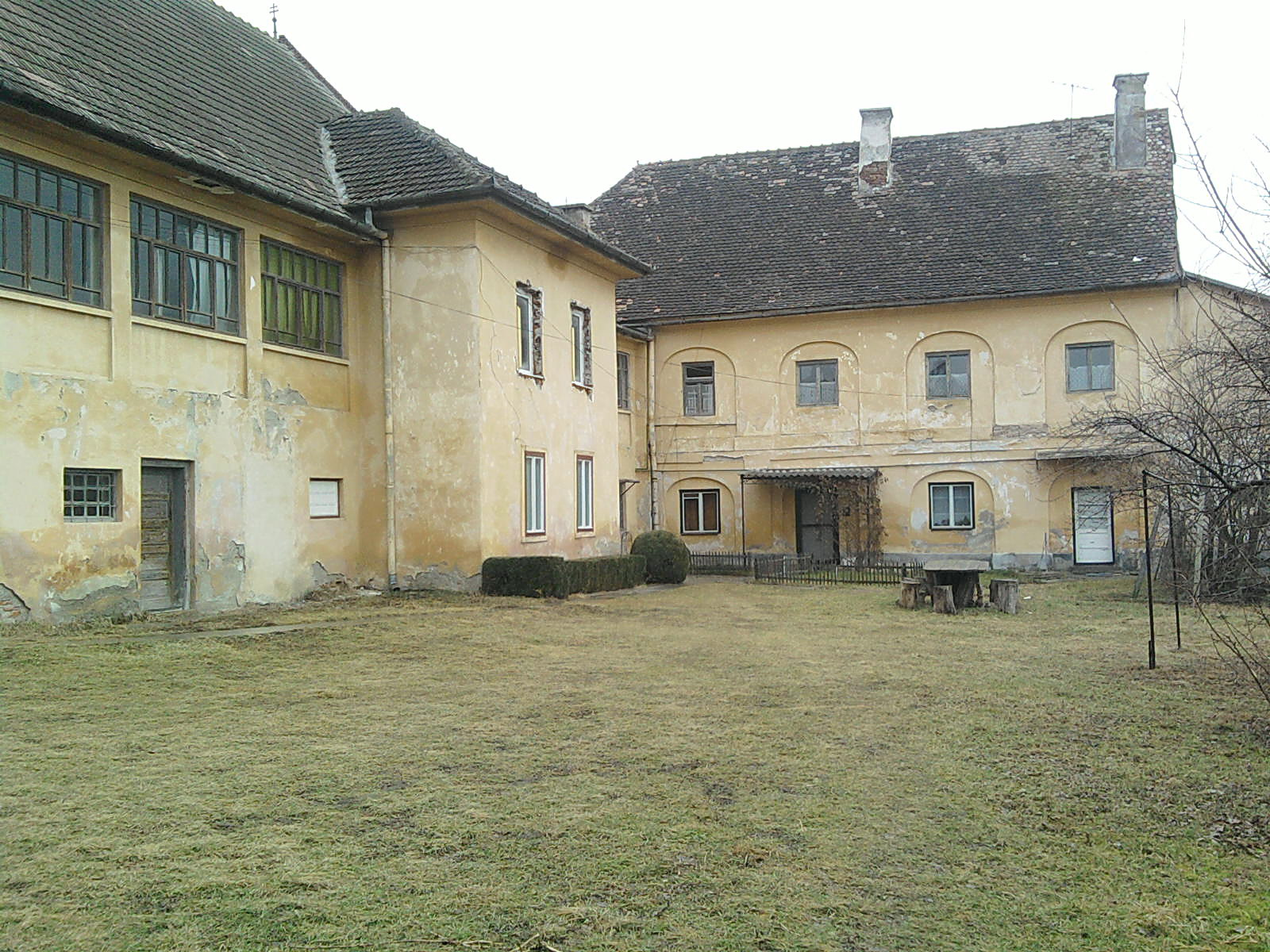
Mănăstirea veche (1540-1550) de lângă Biserica Franciscană
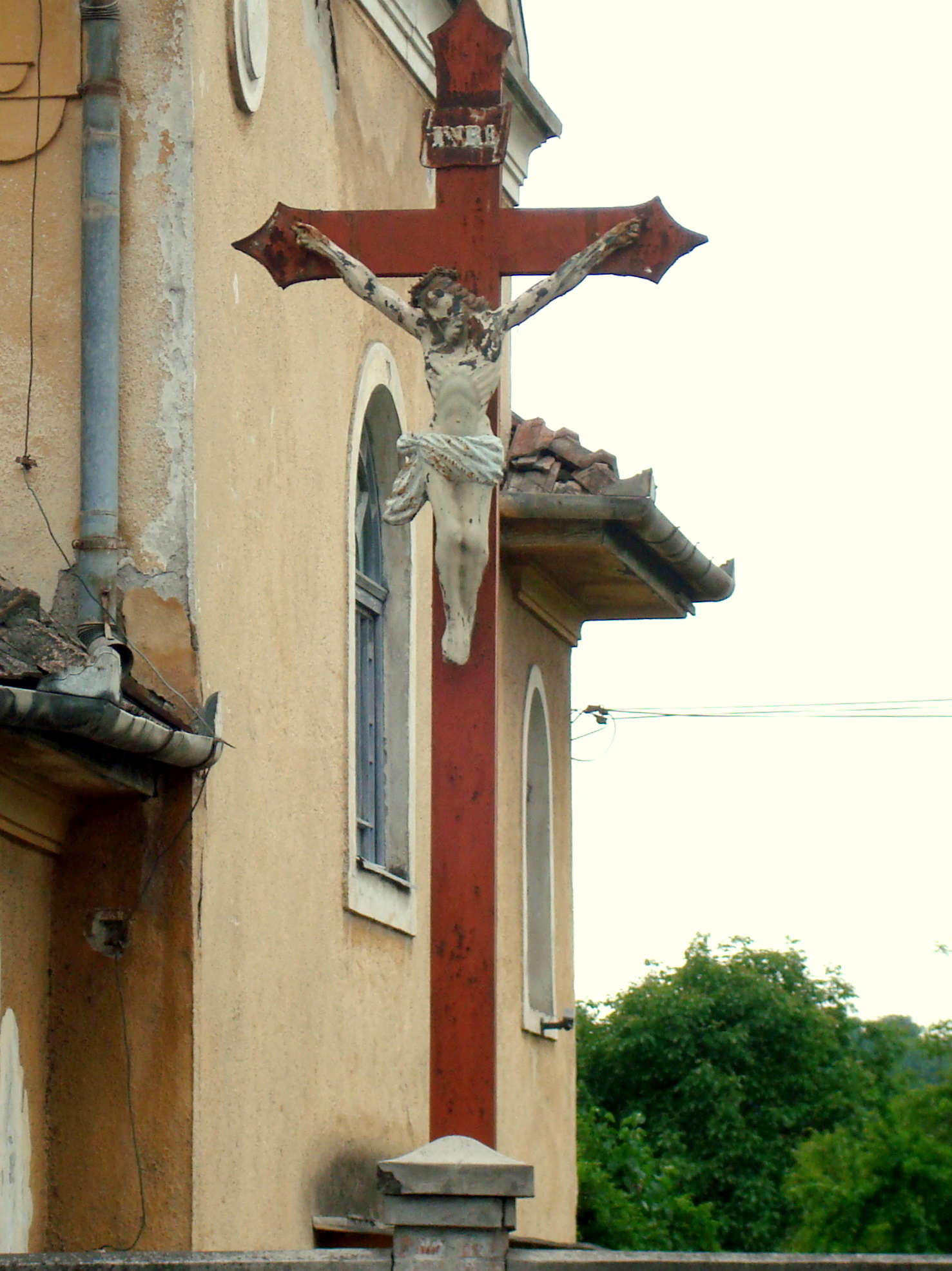
Crucifixul din fața bisericii ridicat în anul 1895
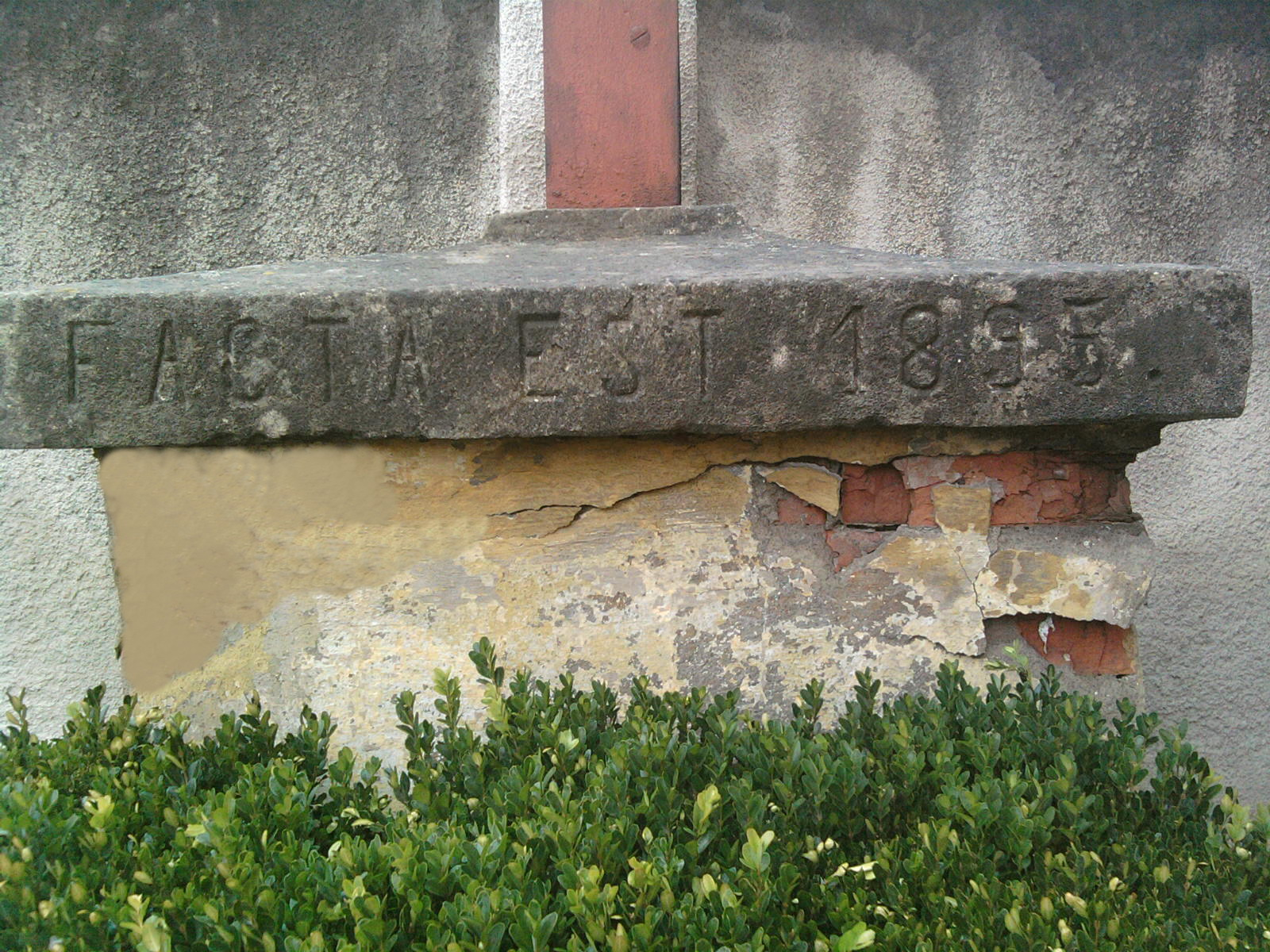
Inscripția de pe soclul crucifixului "Facta est 1895" ("Făcut în anul 1895")